# Bands of Mercy

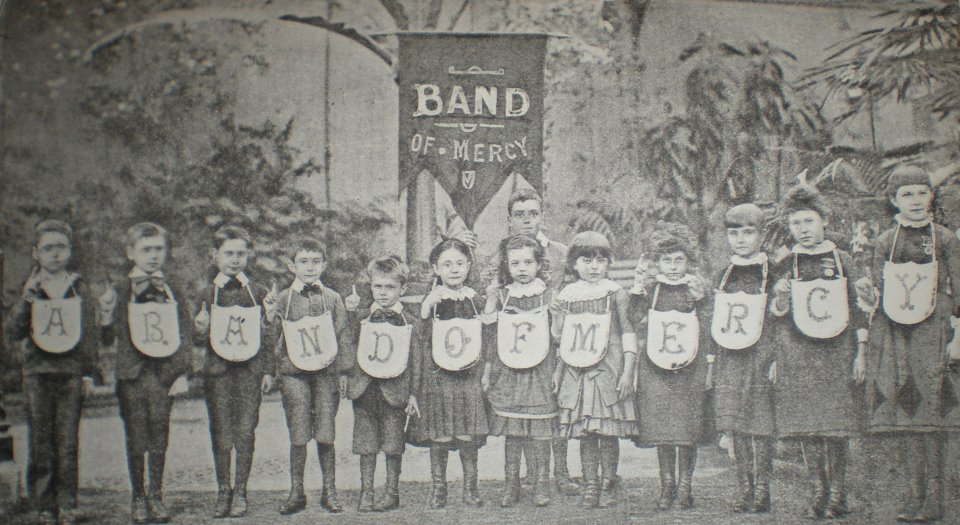
Band of Mercy (±1890)

Bands of Mercy waren plaatselijke organisaties die mensen samenbrachten om hen te leren over vriendelijkheid voor niet-menselijke dieren. De bonden waren erop gericht om dieren te helpen en wreedheid tegen dieren te voorkomen door het geven van menselijk onderwijs.
Naar voorbeeld van de Band of Hope werden in 1875 de eerste Bands of Mercy in Groot-Brittannië opgezet door Catherine Smithies. In 1882 werd het organiseren en promoten van bands, en het publiceren daarover, overgenomen door de Royal Society for the Prevention of Cruelty to Animals (RSPCA) .
Naar voorbeeld van het Britse model werden in 1882 de eerste Band of Mercy in de Verenigde Staten opgericht. In het begin van de 20ste eeuw waren in Noord-Amerika meer dan 260.000 kinderen actief in meer dan 27.000 plaatselijke Bands of Mercy.
George Thorndike Angell vond dat de doelstellingen van de Bands of Mercy zouden moeten "leren en ertoe moeten leiden dat ieder kind en ouder persoon elke gelegenheid zou aangrijpen om een vriendelijk woord te zeggen of een handeling te verrichten die een ander mens of levend schepsel gelukkiger maakt."
Bands of Mercy waren plaatselijk georganiseerd waardoor er lokale verschillen in de activiteiten van de Bands bestonden. Over het algemeen hielden Bands of Mercy echter regelmatige bijeenkomsten die begonnen met de belofte van de leden: "Ik zal proberen om vriendelijk te zijn voor alle levende wezens, en zal proberen hen te beschermen tegen wreed gebruik." Volwassenen dienden vriendelijkheid en zorg voor alle dieren te bevorderen. Deze lessen waren vaak in de vorm van het lezen van verhalen en liederen.
Voor de wereldoorlogen werd humanitaire opvoeding, uitgedragen door de Bands of Mercy, door velen gezien als een mogelijkheid om een vriendelijker en meer vreedzame wereld te creëren. Na de wereldoorlogen verloren velen dit geloof en liep de belangstelling voor de Bands of Mercy terug. Daarnaast was de oprichting en instandhouding van de Bands of Mercy voornamelijk gepropageerd door dierenwelzijnsorganisaties. Omdat hun aandacht en doelstellingen verschoven van vroege preventie naar actieve interventie in misbruik, werd minder energie gestopt in de Bands of Mercy.